# Pénélope-Rose Lévèque
Pour les articles homonymes, voir Lévêque.
Pénélope-Rose Lévèque, également connue sous les noms de Pénélope Lévèque et Pénélope Rose, est une actrice, romancière et scénariste française, née le 26 septembre 1991.

## Biographie
Fascinée par le septième art, titulaire d’un baccalauréat audiovisuel, Pénélope-Rose, originaire de l'Oise, tente sa chance à Paris. En 2007, elle décroche un rôle dans le court-métrage L’Imprudence qui lui permet d’obtenir le Prix du jury jeune espoir au Festival Jean Carmet de Moulins.
En 2008 elle décroche le rôle principal féminin du film La Régate, aux côtés de l'acteur Sergi López. Dans la foulée Antoine de Caunes lui confie le rôle de la fille aînée de Karin Viard dans le biopic Yann Piat, chronique d'un assassinat. Elle devient l’amie d’enfance de Mary, Reine d'Écosse dans la reconstitution historique tirée de l’œuvre de Stefan Zweig.
En 2015, la mini-série d’Arte En immersion lui vaut le Prix du Meilleur espoir féminin au Festival des créations télévisuelles de Luchon. En 2018, elle incarne le rôle principal de la série Un avion sans elle, tirée du livre éponyme de Michel Bussi, diffusée sur M6. En parallèle, elle se consacre à l’écriture et à la réalisation. En 2020, elle reçoit le prix de la meilleure interprétation féminine au Festival Nikon présidé par Cédric Klapisch pour le film Spooning.
Elle campe le rôle d’Avril dans la pièce plusieurs fois Moliérisée Le Cercle des illusionnistes d'Alexis Michalik au printemps 2022. Tandis qu'on l’aperçoit dans le long-métrage Les Goûts et les Couleurs de Michel Leclerc, la série ABC Whiskey Cavalier aux côtés de Lauren Cohan ainsi que la série Cuisine Interne sur OCS de Louis Farge,.
Son premier roman Valse Fauve sort à la rentrée littéraire de 2022 aux Éditions Plon. Il reçoit le Prix Jean-Claude Brialy du premier roman, décerné par David Foenkinos, Bernard Werber et Brigitte Fossey, et le Prix Palissy des lycéens du Sud-Ouest,.
Son scénario de court-métrage Rendre à la Nuit (Joie Sauvage), produit par Tripode Production, reçoit la Plume de Cristal du meilleur scénario de court-métrage au Festival international des scénaristes de Valence.
Fille de la musicienne Viviane Arnoux, elle pratique le piano et le chant depuis son enfance.

## Filmographie

### Cinéma

#### Longs métrages
- 2008 : La Régate de Bernard Bellefroid : Murielle, la petite amie d'Alexandre
- 2012 : Yann Piat, chronique d'un assassinat d'Antoine de Caunes : Marion Piat
- 2013 : Mary Queen of Scots de Thomas Imbach : Mary Livingstone
- 2017 : Entre le jour et la nuit de Laurent Bouhnik
- 2022 : Les Goûts et les couleurs de Michel Leclerc : La conquête d'Anthony

#### Courts métrages
- 2007 : L'Imprudence de Katell Quillévéré : Anna
- 2014 : Des roses et des orties de Martin Bochatay et elle-même
- 2015 : Séparation de Sylvie Audcoeur : Roxane
- 2015 : Up to Me de Dorine Hollier : Nola
- 2015 : Du vent dans les cheveux de Germain Jean Guindey : Windy
- 2015 : Un malentendu de Louis Roux : Apolline
- 2018 : Nuit debout de Jean-Charles Paugam : Eve
- 2018 : Pompon Girl d’Adriana Soreil : Ava[15]
- 2018 : Artem silendi de Frank Ychou : Sœur Pénélope
- 2020 : Spooning de Sarah Heitz de Chabaneix : Laure
- 2020 : Someone Else de Laure Atanasyan : Pauline
- 2021 : Lara d'Arnaud Huck : Lara

### Télévision

#### Séries télévisées
- 2009 : RIS police scientifique : Victoire
- 2009 : Sweet Dream : Capucine
- 2010 : Section de recherches : Romane Feraud
- 2010 : Contes et nouvelles du XIXe siècle : Marguerite
- 2011 : Xanadu : Chloé
- 2015 : En immersion : Clara Serrero
- 2017 : Fais pas ci, fais pas ça : Martha
- 2017 : Candice Renoir : Victoire Filippi
- 2017 : La Stagiaire : Estelle Moulin
- 2017 : Le juge est une femme : Diane Vidal
- 2019 : Whiskey Cavalier : Claire Bisset
- 2019 : Un avion sans elle : Émilie Vitral
- 2024 : Disparition inquiétante : Clémentine Roussin
- 2024 : Septième Ciel : L'hôtesse
- 2025 : L'Art du crime : Julie Delmas

#### Téléfilms
- 2010 : L'Ombre du Mont-Saint-Michel de Klaus Biedermann : Audrey Parneaux
- 2011 : Dans la peau d'une grande de Pascal Lahmani : Iris
- 2013 : À corde tendue de Pierre-Antoine Hiroz : Sandra
- 2020 : Fais pas ci, fais pas ça : Y aura-t-il Noël à Noël ? de Michel Leclerc : Martha

### Scénariste
- 2014 : Des roses et des orties de Martin Bochatay et elle-même (court métrage)
- 2017 : Nuit froide de Pierre Boulanger et elle-même (court métrage)
- 2022 : Joie sauvage (court métrage)

### Réalisation
- 2017 : Nuit froide (co-réalisé avec Pierre Boulanger) (court métrage)

## Théâtre
- 2022 : Le Cercle des Illusionnistes d'Alexis Michalik, Théâtre du Splendid[16].

## Publication
- Valse fauve, éditions Plon, 2022,  (ISBN 9782259312080)

## Distinctions
- Festival Jean Carmet de Moulins 2008 : Meilleure jeune espoir pour L'imprudence de Katell Quillévéré
- Festival des créations télévisuelles de Luchon 2015 : Meilleur espoir féminin pour En immersion de Philippe Haïm
- Festival Nikon 2020 : Prix d’interprétation féminine pour Spooning de Sarah Heitz de Chabaneix
- Festival international des scénaristes de Valence 2022 : Meilleur scénario (Prix de la plume de cristal, Jury Innovation) pour Joie sauvage[17].
- Salon du livre de Saumur 2022 : Prix Jean-Claude Brialy du premier roman pour Valse Fauve [18]
- Prix Palissy des lycéens 2023 : Meilleur roman pour Valse Fauve [10]